# Pouilly-le-Fort
Pour les articles homonymes, voir Pouilly.

Pouilly-le-Fort est un des deux hameaux de la commune de Vert-Saint-Denis, situé dans le département de Seine-et-Marne, France.
La seigneurie de Boissettes, aujourd'hui commune indépendante, passa dans celle de Pouilly-le-Fort en 1338.
Elle fut une seigneurie appartenant à la famille de Vaudétar au XIVe siècle et XVe siècle, également Vidame de Meaux.
Au XIXe siècle, sa population excédait celle du chef-lieu Vert-Saint-Denis.

## Patrimoine
- Puits à roue : rue de la Bichère. En pierre et fonte.
- Pont : rue Pichet. En pierre. Au cours de la seconde moitié du XIXe siècle, plusieurs ponts sont construits sur le cours du ru de Balory.
- Lavoir : rue du lavoir. En pierre et en bois. Seconde moitié du XIXe siècle. Le ru de Balory alimente des lavoirs construits au XIXe siècle afin d'éviter que les lavandières ne lavent le linge directement dans le ru (il fut très endommagé le 10 octobre 2011 par un camion poubelle).
- Château fort : rue Grande. En pierre. Le château date du XIVe siècle. En 1331, Guillaume de Vaudétar, au service de Philippe VI, reçoit la seigneurie et le château du Petit-Jard. Le château connaît des aménagements au XVe siècle, à la fin du XVIIe, ainsi qu’au XIXe siècle. Deux chartes en date de 1385 et de 1667 mentionnent un second corps de bâtiments avec une tour, un pont-levis, une chapelle, une basse-cour avec écuries, pressoirs et logements.
- Ancienne école : rue des écoles. En pierre enduite. Construite en 1873, reconstruite au même endroit en 1909[2].

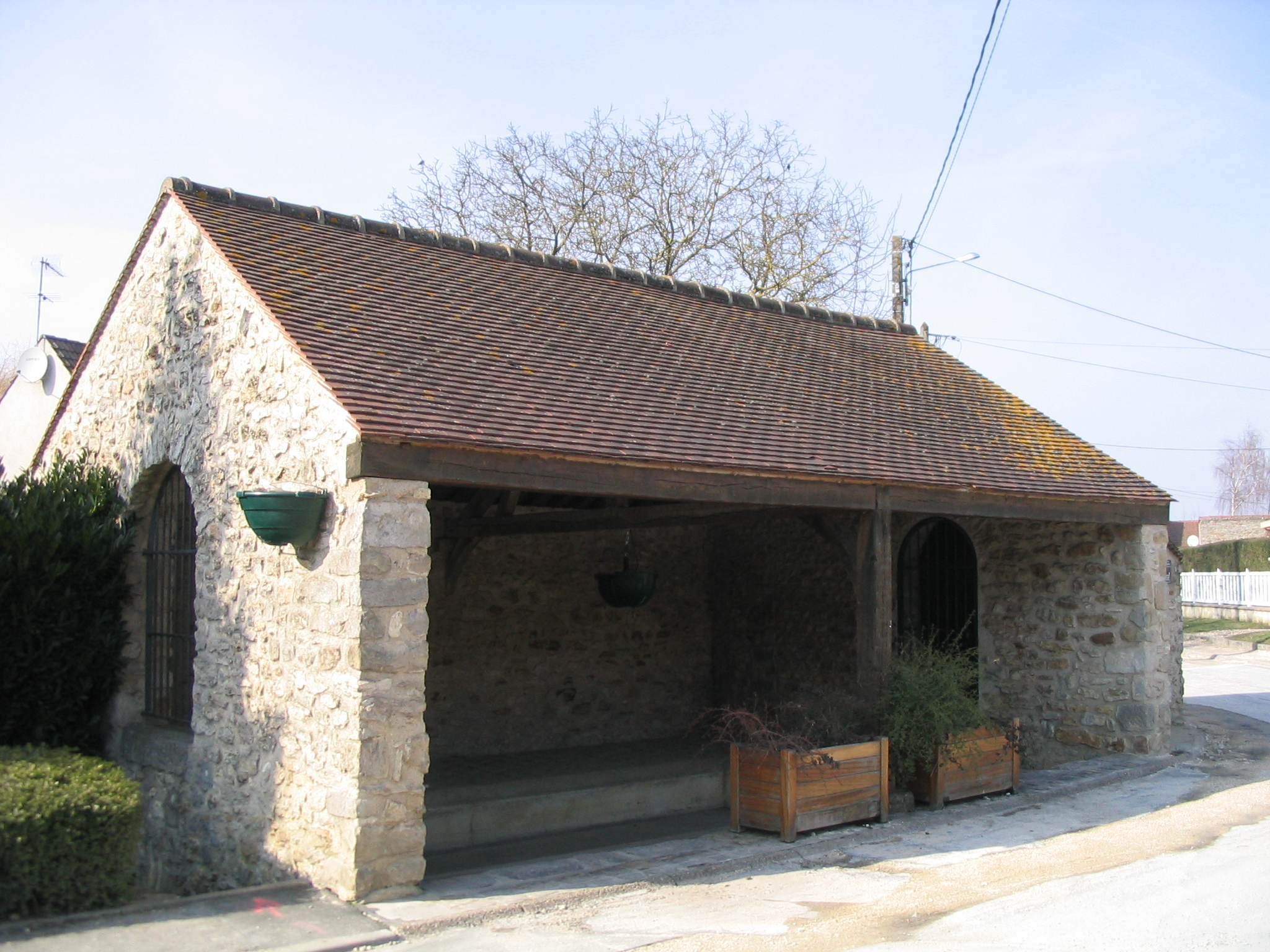
Lavoir à Pouilly-le-Fort

## Histoire

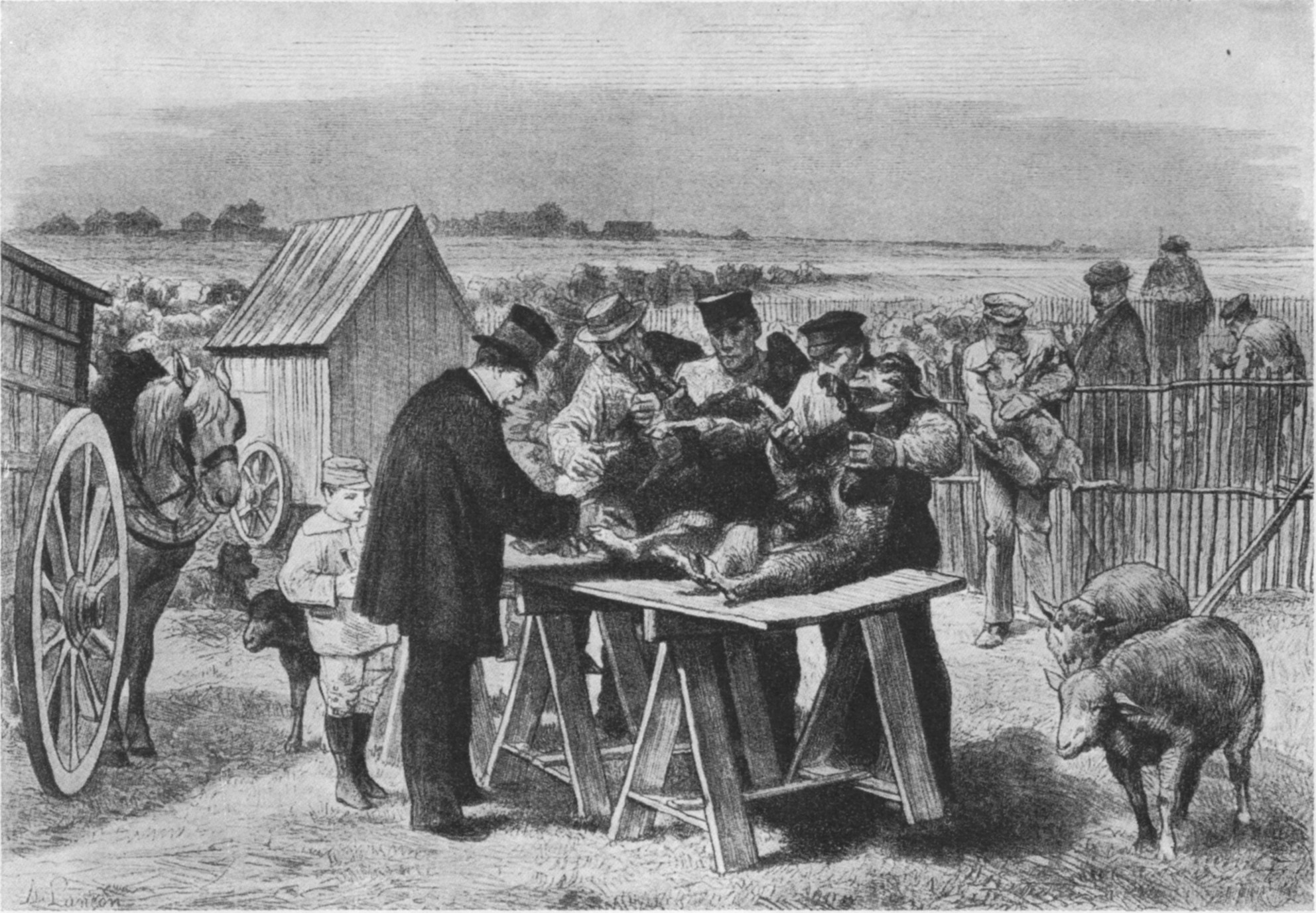
Pasteur vaccinant des moutons contre le charbon à Pouilly-le-Fort (illustration du XX)

Durant le Moyen Âge, il y avait à Pouilly plusieurs fiefs ainsi qu'une seigneurie qui très importante. L'histoire de cette seigneurie résume l'histoire de la commune.
La famille de Vaudetar qui occupa toujours de très hautes charges à la cour des rois de France posséda les terres de Pouilly de 1300 à 1720. Guillaume de Vaudetar valet de chambre de Jean le Bon, fonde dans le hameau une chapelle dans le lieu appelé les Marais qui fut détruite et remplacée, vers 1585, par une autre construite dans le château.
En 1720, la famille de Vaudetar vend la terre de Pouilly, qu'elle possède depuis 420 ans, à Jean-Baptiste Glucq, baron de Saint-Port, qui achète en outre les terres de Verneau, Saint-Leu, Bréviande, Cesson et Boissise-la-Bertrand . 
- Le 11 juillet 1419 est signé à Pouilly le Traité de Pouilly-le-Fort, également appelé « La Paix du ponceau » par Jean sans Peur, duc de Bourgogne et le dauphin Charles (futur Charles VII de France) ;
- au XVe siècle, Arthur de Vaudétar (?-1504), seigneur de Pouilly-le-Fort prend possession de la seigneurie du Mée-sur-Seine - place forte de Marché-Marais ;
- Le 5 mai 1881, Louis Pasteur, y mène une démonstration de vaccination de moutons contre la maladie du charbon dans la ferme d'Hippolyte Rossignol. Certains scientifiques prétendirent démontrer une duperie de la part de Pasteur (voir le Secret de Pouilly-le-Fort) ; ces allégations sont depuis reprises par des groupes de militants contre la vaccination.
- Marcel Benoist, maire de Savigny-le-Temple de 1935 à 1971, travaille à la ferme de Pouilly-le-Fort, appartenant à ses parents, de 1907 à 1915, lors de son départ pour la Première Guerre mondiale.